# Fem räddar en hemlighet
Fem räddar en hemlighet är skriven av Enid Blyton och utkom 1947. Boken ingår i serien Fem-böckerna.

## Handling
Julian, Dick, Anne och George planerade att besöka Kirrin Island under sina skollov, men Georges far, farbror Quentin, använder ön för att utföra hemliga vetenskapliga experiment. George blir frustrerad över att få överge sin idé. Personer vill stjäla farbror Quentins resultat och då Quentin försvinner börjar äventyret.

## Svenska översättningar
Första upplagan kom ut 1956 i Ingegerd Lindströms översättning och nyöversattes 1975 av Kerstin Lennerthson 1975. Boken har sedan kommit i många upplagor med nya omslagsbilder. Talbok 2006 med Sigvard Håkanssion som uppläsare av Ingegerd Lindströms text. 2012 gjordes en radioföljetong av Spiderbox Entertainment Fem räddar en hemlighet, ljudupptagning av radioföljetong efter Enid Blytons originalversion.

## Anpassning
Boken är grunden för en tysk film från 2012, Fünf Freunde.

## Bokens karaktärer
- Anne, Dick, Julian – Syskon, kusiner med George
- Georgina "George" - Kusin till Anne, Dick och Julian
- Tim – Georges hund
- Fanny – Georges mamma
- Quentin – Georges pappa
- Joanna (Johanna)– Hushållerska hos Georges familj
- Martin Curton– nyinflyttad pojke
- Herr Curton ( i Lennarthsons översättning Herr Carlson)
- Peters och Johnsson (Peterson och Johansson i Lennarthsons översättning)– De som försöker få tag i Quentins papper.